# Lohitzun-Oyhercq
Lohitzun-Oyhercq là một commune tỉnh Pyrénées-Atlantiques, thuộc vùng Nouvelle-Aquitaine, tây nam nước Pháp.